# 3514 Hooke
A 3514 Hooke (ideiglenes jelöléssel 1971 UJ) egy kisbolygó a Naprendszerben. Luboš Kohoutek fedezte fel 1971. október 26-án.